# Eacles masoni
Eacles masoni là một loài bướm đêm thuộc họ Saturniidae. Loài này có ở México, phía nam đến Ecuador và Colombia.

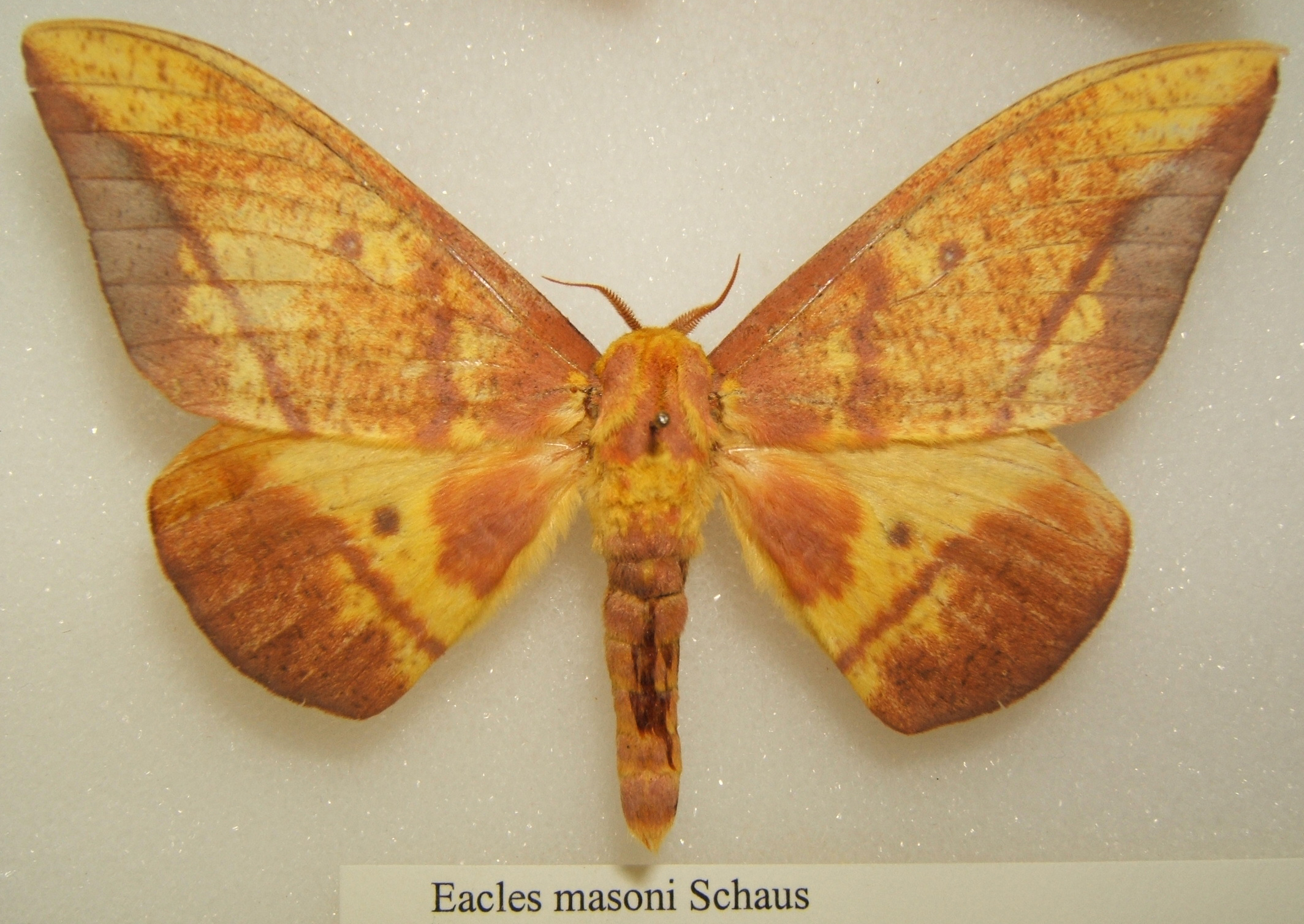
Eacles masoni male

## Phụ loài
- Eacles masoni masoni
- Eacles masoni tyrannus
- Eacles masoni fulvaster